# Bôrka
Bôrka es un municipio del distrito de Rožňava en la región de Košice, Eslovaquia, con una población estimada a final del año 2024 de 652 habitantes.
Se encuentra ubicado al oeste de la región, en la cuenca hidrográfica del río Hernád, y cerca de la frontera con la región de Banská Bystrica y Hungría.

## Demografía
| Año        | 1994 | 2004     | 2014     | 2024     |
| ---------- | ---- | -------- | -------- | -------- |
| Población  | 352  | 461      | 543      | 652      |
| Diferencia |      | +30,96 % | +17,78 % | +20,07 % |

| Año        | 2023 | 2024    |
| ---------- | ---- | ------- |
| Población  | 646  | 652     |
| Diferencia |      | +0,92 % |